# Yponomeuta madagascariensis
Yponomeuta madagascariensis là một loài bướm đêm thuộc họ Yponomeutidae. Nó là loài duy nhất được tìm thấy ở Madagascar.
Sải cánh dài khoảng 18 mm.